# Kan-Kans
O Grupo Recreativo Escola de Samba Kan-Kans é uma Associação Cultural de Ovar, que participa no seu Carnaval, desde 1979 (como Escola de samba, desde 1990).

## História

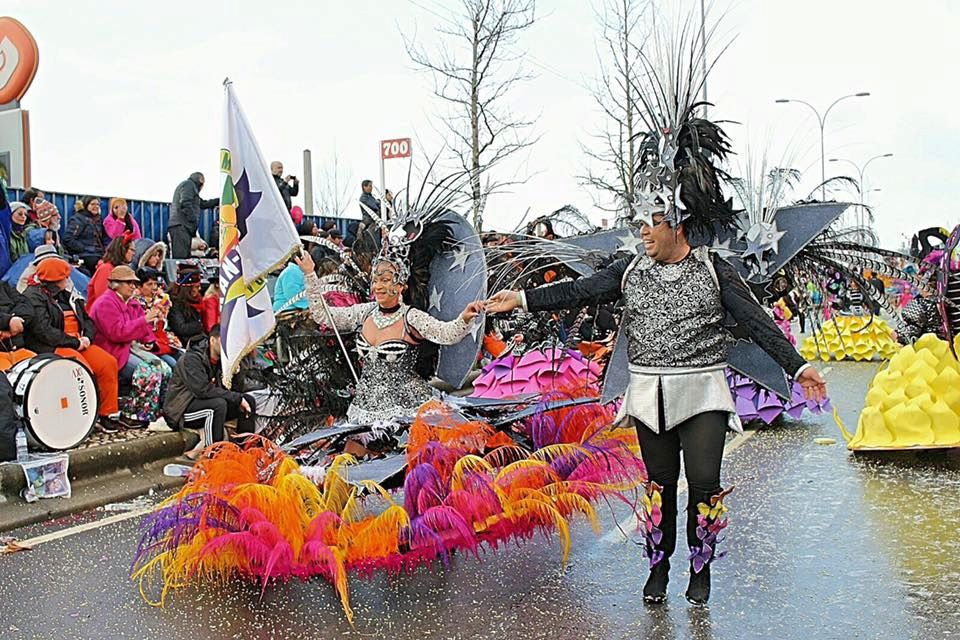
Desfile no Carnaval de 2017.

Fundada em 1978, como Grupo de Carnaval, A Escola de samba Kan-Kans participou no Carnaval de Ovar, pela primeira vez, no ano seguinte, no qual 21 jovens desfilaram vestidos de "Bailarinas de Kan-Kan", arrecadando o 9º lugar.
Em 1990, ocorreu uma transformação na Associação, passando os Kan-Kans a adotar as características de uma Escola de samba, designação que mantêm atualmente.
Em 1998, por ocasião do seu vigésimo aniversário, os Kan-Kans organizaram um espetáculo no Cineteatro de Ovar, com o nome "Chuva de Estrelas", o qual foi apresentado pelo jornalista Jorge Gabriel.